# Rudolf Zeileissen
Rudolf Zeileissen (* 10. November 1897 in Wien; † 29. Juni 1970 ebenda) war ein österreichischer Landschafts- und Porträtmaler.

## Leben
Er stammte aus dem böhmisch-österreichischen Adelsgeschlecht Zeileissen. Seine Eltern waren der Ministerialrat Dr. jur. Karl Ritter von Zeileissen (1862–1930) und dessen Ehefrau Helena Rosina geb. Herget (1867–1947), Tochter des Prager Bauunternehmers und Landtagsabgeordneten Maximilian Herget, ein Enkel von Franz Leonhard Herget. Sein Großvater, der Bezirkshauptmann von Karlsbad Johann Mießl von Zeileissen, erhielt am 26. Juli 1883 vom Kaiser seine Standeserhöhung zum österreichischen Ritter. Der Diplomat Karl Zeileissen (1895–1955) war sein Bruder.
Zeileissen studierte in den Jahren von 1918 bis 1921 an der Akademie der bildenden Künste in Wien, seine Lehrer waren Josef Jungwirth und Karl Sterrer. Von 1922 bis 1925 studierte er an der Kunstakademie in München bei Hugo von Habermann, von 1926 bis 1927 bei André Lhote in Paris. Danach war er als selbstständiger Maler in Berlin tätig, ab 1930 in Paris und 1931 in Prag, der Geburtsstadt seiner Mutter. 1932 hielt sich Zeileissen in Italien auf, von 1933 bis 1936 in Wien, 1937 war er in New York. Besonders begehrt war er als Porträtmaler. So fertigte er u. a. ein Porträt der Katharina Schratt für das Wiener Rathaus an. Seine Werke befinden sich in vielen Museen, so verwahrt z. B. die Albertina zwei Prager Veduten und das Heeresgeschichtliche Museum ein Porträt des ersten österreichischen Bundeskanzlers Michael Mayr von der Hand Zeileissens. 1951 fand im Wiener Künstlerhaus eine Kollektivausstellung seiner Werke statt. 1951 wurde Zeileissen mit der Goldenen Ehrenmedaille aufgezeichnet, 1954 wurde ihm der Titel Professor verliehen, 1956 erhielt er den Ehrenpreis der Stadt Wien und 1967 den Goldenen Lorbeer des Wiener Künstlerhauses.

## Werke (Auswahl)
- Porträt Michael Mayr, 1954. Öl auf Leinwand, ca. 79 × 59 cm, Heeresgeschichtliches Museum Wien